# Scott Brayton
Scott Everets Brayton, ou Scott Brayton (Coldwater, 20 de fevereiro de 1959 - Speedway, 17 de maio de 1996) foi um automobilista norte-americano.

## Carreira

### CART
Entre o GP de Phoenix de 1981 (primeiro de seus 150 GP's na CART - mais tarde, Champ Car) até a segunda corrida de Michigan, em 1987, Brayton competiu pela equipe de seu pai, a Brayton Racing; seu melhor resultado foi ter conquistado dois sextos lugares, em Pocono e Portland. Nas últimas provas da temporada de 1985, correu pela Hemelgarn, onde correu até 1989, tendo um quinto lugar como melhor resultado.
Pela Dick Simon, Brayton conquistou seu único pódio na CART, no GP de Milwaukee, em 1992. Atuaria por mais uma temporada na Simon até 1994, quando se transferiu para a equipe Menard, disputando apenas as 500 Milhas de Indianápolis. Nesta equipe, obteve apenas um décimo-sétimo lugar na Indy 500 de 1995.

## IRL
Depois da cisão entre CART e Tony George (proprietário do circuito de Indianápolis) em 1996, Brayton e a Menard migraram para a nova categoria, batizada de IRL - que a partir de 2008, já reunificada, passaria a se chamar IndyCar Series. Teve como companheiro de equipe Tony Stewart (campeão da temporada 1996-97, a primeira temporada completa da categoria).
Disputou as etapas da Disney e de Phoenix, chegando em décimo-quinto e décimo-oitavo, respectivamente.

## A morte nos treinos da Indy 500
Em sua décima-quarta participação nas 500 Milhas de Indianápolis, Brayton, aos 37 anos, mostrou que ainda estava competitivo ao conquistar sua segunda pole-position na lendária prova. Mal sabia que esta seria sua última presença em Indy.
Durante uma sessão de treinos, um pneu do carro de Brayton furou na curva 2, fazendo com que ele rodasse e batesse no muro. A força do choque (370 quilômetros por hora) e a desaceleração repentina mataram o piloto, que foi substituído pelo veterano Danny Ongais. Seu companheiro na Menard, Tony Stewart, herdou a pole. Já Ongais largou na última posição do grid e chegou em sétimo lugar
O funeral de Brayton aconteceu na cidade natal do piloto, Coldwater (estado de Michigan), e recebeu diversos pilotos e personalidades do automobilismo. A viúva de Scott, Becky, se casaria em 1999 com Robbie Buhl, piloto da IRL entre 1996 e 2004, passando a ser sócia da equipe Dreyer & Reinbold.

## Homenagens
Após sua morte, a administração do circuito de Indianápolis criou o "Troféu Scott Brayton", que premiaria um piloto que mostrasse espírito esportivo, atitude e competência, características mostradas por Brayton em sua carreira. Desde 2009, o prêmio permanece vago.
Abaixo, os ganhadores do Troféu Scott Brayton.
| Ano  | Vencedor          |
| ---- | ----------------- |
| 1997 | John Paul Jr.     |
| 1998 | Roberto Guerrero  |
| 1999 | Eliseo Salazar    |
| 2000 | Eddie Cheever     |
| 2001 | Davey Hamilton    |
| 2002 | Arie Luyendyk     |
| 2003 | Buddy Lazier      |
| 2004 | Hélio Castroneves |
| 2005 | Kenny Bräck       |
| 2006 | Sam Hornish, Jr.  |
| 2007 | Tony Kanaan       |
| 2008 | Vitor Meira       |
| 2009 | Sarah Fisher      |

## Desempenho nas 500 Milhas de Indianápolis
| Ano  | Chassi      | Motor             | Largou em         | Chegou em         | Equipe         |
| ---- | ----------- | ----------------- | ----------------- | ----------------- | -------------- |
| 1981 | Penske PC-6 | Ford Cosworth DFX | 29º               | 16º               | Brayton Racing |
| 1982 | Penske PC-7 | Ford Cosworth DFX | Não-classificado  | Não-classificado  | Brayton Racing |
| 1983 | March 83C   | Ford Cosworth DFX | 29º               | 9º                | Brayton Racing |
| 1984 | March 84C   | Buick             | 26º               | 18º               | Brayton Racing |
| 1985 | March 85C   | Buick             | 2º                | 30º               | Brayton Racing |
| 1986 | March 86C   | Buick             | 23º               | 30º               | Hemelgarn      |
| 1987 | March 87C   | Ford Cosworth DFX | 13º               | 12º               | Hemelgarn      |
| 1988 | Lola T88/00 | Buick             | 7º                | 31º               | Hemelgarn      |
| 1989 | Lola T89/00 | Buick             | 6º                | 6º                | Dick Simon     |
| 1990 | Lola T90/00 | Ford Cosworth DFS | 26º               | 7º                | Dick Simon     |
| 1991 | Lola T91/00 | Chevrolet 265A    | 19º               | 17º               | Dick Simon     |
| 1992 | Lola T92/00 | Buick             | 7º                | 22º               | Dick Simon     |
| 1993 | Lola T93/00 | Ford XB           | 11º               | 6º                | Dick Simon     |
| 1994 | Lola T93/00 | Buick             | 23º               | 20º               | Menard         |
| 1995 | Lola T95/00 | Menard-Buick      | 1º                | 17º               | Menard         |
| 1996 | Lola T95/00 | Menard-Buick      | Não-classificado* | Não-classificado* | Menard         |

* Apesar de aparecer a sigla "DNQ" (não-classificado), Brayton era o pole das 500 Milhas em 1996. Mas ele sofreu um acidente fatal durante um treino, e a pole foi herdada por Tony Stewart, seu companheiro de equipe na Menard. Danny Ongais, escolhido como substituto de Brayton, largou em último lugar e chegou em sétimo.